# Alisha Boe
Alisha Ilhaan Bø, conosciuta come Alisha Boe (Oslo, 6 marzo 1997), è un'attrice norvegese naturalizzata statunitense, principalmente nota per il ruolo di Jessica Davis nella serie televisiva Tredici.

## Biografia
Nasce a Oslo, in Norvegia, da padre somalo e madre norvegese (precisamente di Trondheim). Si trasferirà con quest'ultima a Los Angeles a soli sette anni, nel 2004, quando la donna deciderà di sposare un uomo americano, iniziando a parlare inglese anche in casa. L'attrice ha infatti dichiarato di ormai solamente comprendere il norvegese, ma di non essere più in grado di parlarlo. Boe frequenta ben due diverse scuole medie: la scuola di George Ellery Hale e l’Ivy Academia. Riesce ad ottenere però il diploma nella scuola di George Ellery Hale. Successivamente, si iscrive al liceo di El Camino Real, dove viene coinvolta in un progetto teatrale.
Infine, Alisha decide di lasciare la propria carriera liceale con l'intento di perseguire il sogno di quella artistica e dunque diventare un'attrice.
Ha debuttato sul grande schermo nel 2008 interpretando una bambina, Lisa, nel film horror Amusement - Giochi pericolosi. A quattro anni di distanza, viene ingaggiata per vestire i panni di Tara in Paranormal Activity 4. Nel 2014 prende parte alla sitcom di successo Modern Family, seppur in qualità di guest star, mentre nel novembre dello stesso anno ottiene un incarico ricorrente nella soap opera Il tempo della nostra vita. Successivamente, partecipa alle serie CSI: Cyber e Teen Wolf. Nel 2017 recita come Jessica Davis nella serie televisiva prodotta da Netflix Tredici, grazie alla quale ottiene la notorietà a livello internazionale. Nel 2018 appare più volte nel video musicale della canzone Lost in Japan di Shawn Mendes e Zedd.

## Filmografia

### Cinema
- Amusement - Giochi pericolosi (Amusement), regia di John Simpson (2008)
- Paranormal Activity 4, regia di Henry Joost e Ariel Schulman (2012)
- 68 Kill, regia di Trent Haaga (2017)
- Yes, God, Yes, regia di Karen Maine (2019)
- Poms, regia di Zara Hayes (2019)
- Quando avrai finito di salvare il mondo (When You Finish Saving the World), regia di Jesse Eisenberg (2022)
- Do Revenge, regia di Jennifer Kaytin Robinson (2022)

### Televisione
- Tre mogli per un papà (Trophy Wife) – serie TV, episodio 1×01 (2013)
- Modern Family – serie TV, episodio 5×11 (2014)
- Extant – serie TV, 2 episodi (2014)
- Il tempo della nostra vita (Days of Our Lives) – soap opera, 15 episodi (2014-2015)
- NCIS - Unità anticrimine (NCIS) – serie TV, episodio 13x06 (2015)
- Ray Donovan – serie TV, 4 episodi (2015-2016)
- CSI: Cyber – serie TV, 3 episodi (2015-2016)
- Teen Wolf – serie TV, 3 episodi (2016)
- Tredici (13 Reasons Why) – serie TV, 48 episodi (2017-2020)
- The Buccaneers – serie TV, 8 episodi (2023)

### Videoclip
- Lost in Japan - Shawn Mendes & Zedd (2018)

## Doppiatrici italiane
Nelle versioni in italiano delle opere in cui ha recitato, Alisha Boe è stata doppiata da:
- Deborah Morese in Tredici
- Serena Sigismondo in Do Revenge